# Municipio de Telfer
El municipio de Telfer (en inglés: Telfer Township) es un municipio ubicado en el condado de Burleigh en el estado estadounidense de Dakota del Norte. En el año 2010 tenía una población de 74 habitantes y una densidad poblacional de 0,79 personas por km².

## Geografía
El municipio de Telfer se encuentra ubicado en las coordenadas 46°41′7″N 100°30′3″O / 46.68528, -100.50083. Según la Oficina del Censo de los Estados Unidos, el municipio tiene una superficie total de 93.44 km², de la cual 93,28 km² corresponden a tierra firme y (0,17 %) 0,16 km² es agua.

## Demografía
Según el censo de 2010, había 74 personas residiendo en el municipio de Telfer. La densidad de población era de 0,79 hab./km². De los 74 habitantes, el municipio de Telfer estaba compuesto por el 100 % blancos. Del total de la población el 0 % eran hispanos o latinos de cualquier raza.